# Zew Islamu
Zew Islamu (ar. حزب الدعوة الإسلامية - Hizb ad-Dawa al-Islamijja) – iracka szyicka partia polityczna.
Została utworzona w 1968 jako tajne stowarzyszenie stawiające sobie za cel przeprowadzenie w Iraku rewolucji islamskiej. Organizacja w latach 70. XX wieku była represjonowana przez rządzącą w kraju partię Baas, gdyż starała się organizować opór szyitów przeciwko władzom. Jej znaczenie wzrosło po irańskiej rewolucji islamskiej;  nowy rząd Iranu wsparł Zew Islamu m.in. dostawami broni. W 1980 organizacja zaczęła przeprowadzać w Iraku akty sabotażu, zaś w kwietniu 1980 zorganizowała nieudany zamach na członka Rady Dowództwa Rewolucji Tarika Aziza. Po tym wydarzeniu władze aresztowały ponad tysiąc osób podejrzewanych o członkostwo w organizacji, z czego ponad 100 osób zostało skazanych na śmierć i straconych. Masowe represje doprowadziły do faktycznego załamania się działalności Zewu Islamu, przetrwały jedynie nieliczne komórki organizacji i struktury poza granicami Iraku.
Po obaleniu rządów Saddama Husajna w Iraku Zew Islamu stał się jedną z najważniejszych partii w kraju. W pierwszych wyborach parlamentarnych w styczniu 2005 oraz w kolejnych wyborach w grudniu 2005 partia była jedną z głównych sił zwycięskiej koalicji szyitów - Zjednoczonego Sojuszu Irackiego. Od 2010 Zew Islamu należy do koalicji Państwo Prawa, tworzonej pod auspicjami Nuriego al-Malikiego. Kolejne rządy Iraku tworzyli politycy Zewu Islamu Ibrahim al-Dżafari, Nuri al-Maliki oraz Hajdar al-Abadi, premier Iraku od lipca 2015.
W polskiej literaturze nazwa partii tłumaczona jest również jako Partia Głoszenia Wiary, Partia Propagandy Muzułmańskiej, Partia Apelu Islamskiego.

## Historia

### Powstanie
W 1958 grupa szyickich ulemów irackich utworzyła Stowarzyszenie Ulemów z Nadżafu, jedną z pierwszych organizacji politycznych w Iraku, które miały zrzeszać szyitów. Byli oni dotąd znacznie mniej aktywni w życiu politycznym, niż sunnici iraccy. Stowarzyszenie było organizacją tajną. Za cel stawiało sobie budowanie świadomości politycznej szyitów irackich i zwalczanie ateizmu - pod pojęciem tym rozumiano głównie komunizm (Iracką Partię Komunistyczną). Czołową postacią w organizacji był młody szyicki duchowny i filozof islamski Muhammad Bakir as-Sadr.
Z kręgu liderów stowarzyszenia wyszła koncepcja utworzenia nowej organizacji pod nazwą Zew Islamu. Najprawdopodobniej z inspiracji as-Sadra została ona powołana do życia w 1968. Chociaż również ona miała być formacją tajną, zamierzano przyciągnąć do niej jak najwięcej członków, nie tylko szyitów, ale także sunnitów. Grupa działała jako sieć tajnych komórek, których celem było przeprowadzenie rewolucji islamskiej i zmiana ustroju państwowego w oparciu o klasyczną doktrynę muzułmańską. Za wrogów uznała zarówno "kapitalistyczną demokrację", jak i "marksistowski socjalizm", traktując obydwa jako zachodnie naleciałości, szkodzące społeczeństwom, w których dominowali muzułmanie.
Zew Islamu został wykryty przez tajne służby irackie najpóźniej w 1969. Przynależność do organizacji stała się wówczas karalna. Na początku lat 70. w obrębie irackich służb utworzono specjalną komórkę specjalizującą się w inwigilowaniu i neutralizowaniu opozycji antyrządowej wśród szyitów. Rządząca w Iraku partia Baas, głosząca świeckość państwa, z zasady była przeciwna ruchom politycznym opartym na religii. Autorytarny rząd Iraku nie zamierzał również pozwolić na działalność jakichkolwiek stowarzyszeń, które nie byłyby kontrolowane przez władze centralne. W 1974 rząd doprowadził do aresztowania, skazania na karę śmierci i stracenia pięciu ulemów, którzy najprawdopodobniej byli związani z szyicką opozycją (przyczyny skazania nie zostały podane do wiadomości publicznej). Prawdopodobnie wydarzenie to przyczyniło się do zastraszenia szyitów, gdyż brak informacji o jakichkolwiek wystąpieniach antyrządowych tej społeczności w ciągu następnych dwóch lat. Kolejne wielkie manifestacje przeciwko rządom Saddama Husajna i partii Baas miały miejsce dopiero podczas obchodów święta Aszura w Nadżafie i Karbali w 1977. Rząd skierował wojsko do rozpędzenia demonstracji, 2000 ich uczestników aresztowano. O zorganizowanie protestów i próbę zdestabilizowania państwa oskarżono syryjską partię Baas, co doprowadziło do czasowego załamania się stosunków iracko-syryjskich.
Trudno ocenić, ilu członków i sympatyków posiadał Zew Islamu po 1977, a przed irańską rewolucją islamską. Pozostawał on jednak zagrożeniem dla rządu z racji samego istnienia. Symbolem opozycji szyitów wobec partii Baas pozostawał Muhammad Bakir as-Sadr.

### Działalność organizacji w latach 1979-1980 i represje przeciwko niej
Szybki rozwój grupy nastąpił po irańskiej rewolucji islamskiej. Muhammad Bakir as-Sadr pogratulował irańskim ajatollahom zdobycia władzy, kierując specjalny telegram do Ruhollaha Chomejniego. Nowy rząd Iranu zaczął udzielać organizacji wsparcia w postaci broni i sprzętu oraz szkolić jej członków. Początkowo Zew Islamu organizował przede wszystkim antyrządowe demonstracje. Sukces rewolucji ośmielił liderów grupy, którzy coraz ostrzej krytykowali partię Baas i zaczęli organizować ataki na posterunki policji i lokalne biura partyjne, nie powiodła się jej natomiast próba zorganizowania ogólnokrajowego powstania. W lecie 1980 Zew Islamu zaczął organizować akty sabotażu przeciwko instytucjom państwowym i wojsku. Partia Baas odpowiedziała pewnymi gestami pod adresem głęboko wierzących muzułmanów (w oficjalnej retoryce partyjnej i państwowej pojawiły się odniesienia do religii), wsparła także finansowo instytucje islamskie. Równocześnie władze irackie dokonały masowych aresztowań podejrzanych o członkostwo w organizacji oraz uczyniły członkostwo przestępstwem karalnym śmiercią. W 1979 aresztowany został as-Sadr. Odmówił on publicznego odwołania głoszonych wcześniej poglądów i został umieszczony w areszcie domowym, w pełnej izolacji.
W kwietniu 1980 członkowie Zewu Islamu bez powodzenia usiłowali zabić członka Rady Dowództwa Rewolucji Tarika Aziza oraz ministra informacji i kultury Latifa al-Dżasima. Podczas zamachu na Aziza były ofiary śmiertelne i ranni wśród studentów, z którymi w momencie ataku spotykał się polityk. 5 kwietnia 1980 Zew Islamu przeprowadził kolejny zamach, na procesję pogrzebową zabitych w zamachu na Aziza, podczas którego również padły ofiary śmiertelne.
W odwecie 9 kwietnia 1980 Saddam Husajn nakazał stracenie as-Sadra i jego siostry Aminy. Na mocy prawa zabraniającego przynależności do organizacji stracono ponad sto osób, a tysiące aresztowano. W ramach represji przeciwko partii rząd Iraku nakazał również wywiezienie ponad 10 tys. szyitów do Iranu. W południowym Iraku doszło do zamieszek, stłumionych przez wojsko.
8 lipca 1982 Zew Islamu podjął próbę zamordowania Saddama Husajna, gdy ten odwiedzał Dudżail. Również ten zamach nie udał się. W odwecie Saddam Husajn nakazał zniszczenie Dudżail, masowe aresztowania i egzekucje.
Wojna iracko-irańska sprawiła, że tworzenie jakichkolwiek organizacji politycznych adresujących swój program do szyitów stało się faktycznie niemożliwe. Ideę formowania wyłącznie szyickich organizacji zaczęto bowiem postrzegać w irackim społeczeństwie jako zdradę stanu. W latach 1983–85 miały miejsce kolejne egzekucje osób aresztowanych wcześniej z powodu członkostwa w Zewie Islamu. Stracono m.in. 17 synów i wnuków Muhsina al-Hakima, ajatollaha i jednego z przywódców organizacji. Rozprawę z Zewem Islamu prawdopodobnie doradził Saddamowi Husajnowi jeden z twórców baasizmu, Michel Aflak. W drugiej połowie lat 80. działalność organizacji faktycznie zamarła. Pewne struktury przetrwały na emigracji, nie włączając się we wspólne inicjatywy zagranicznej opozycji przeciwko rządom Saddama Husajna. Zew Islamu był nadal współfinansowany przez Iran. Podczas powstania szyitów irackich w 1991 niektórzy lokalni przywódcy wywodzili się ze struktur Zewu Islamu. W kolejnych latach partia posiadała komórki w południowoirackich miastach, w których dominowali szyici, a także w licznie zamieszkiwanej przez nich dzielnicy Bagdadu Madinat Saddam.

### Po obaleniu rządów Saddama Husajna

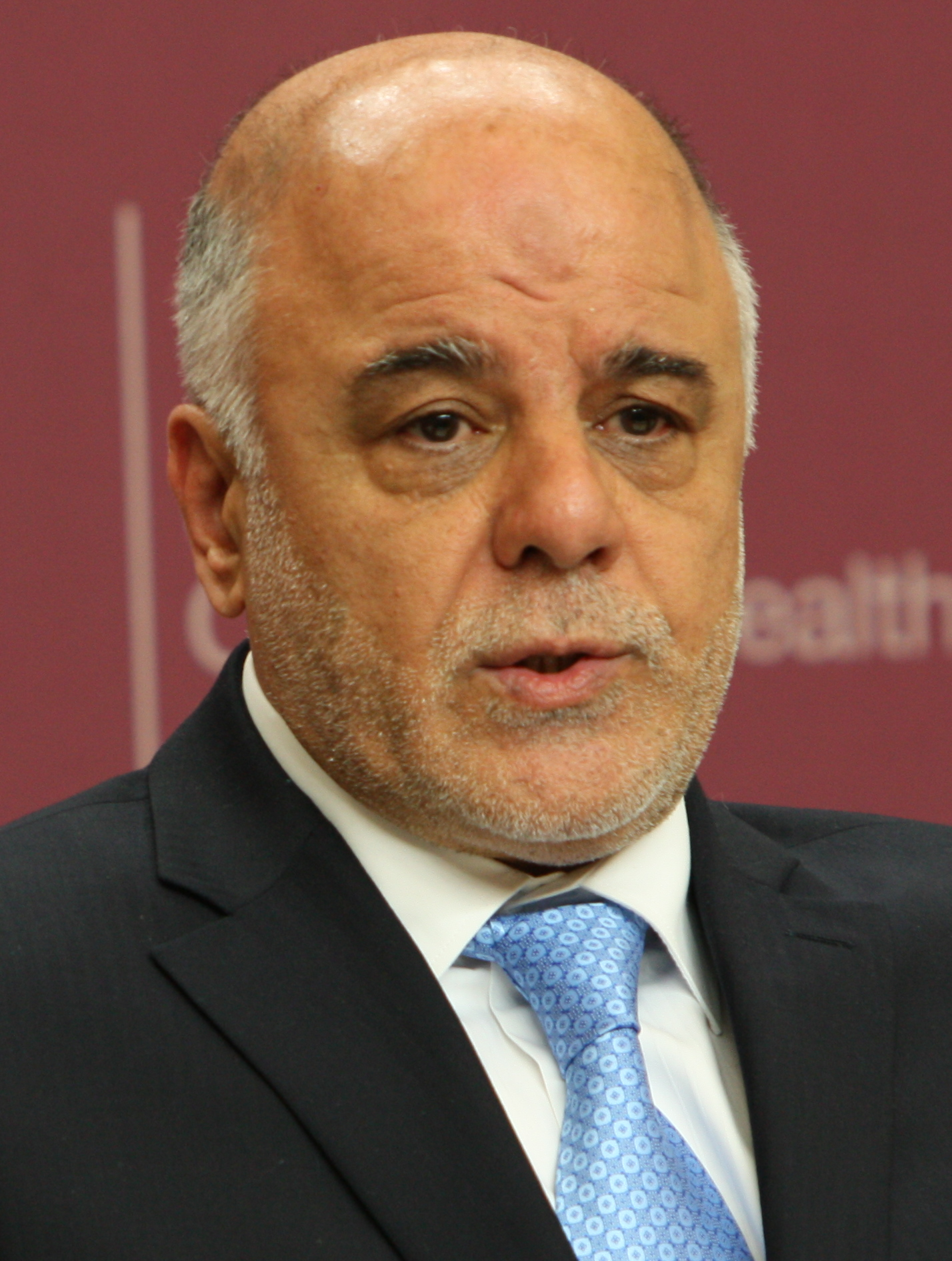
Hajdar al-Abadi

Po obaleniu rządów Saddama Husajna w Iraku podczas międzynarodowej interwencji kierowanej przez Stany Zjednoczone 13 lipca 2003 amerykański cywilny administrator Iraku Paul Bremer utworzył Iracką Radę Zarządzającą, do której weszli przedstawiciele najważniejszych żyjących w kraju grup wyznaniowych i etnicznych. Skład Rady nie został wyłoniony w wyborach, lecz ustalony po konsultacjach między Amerykanami i wybranymi formacjami opozycyjnymi, wśród których był Zew Islamu. Wśród reprezentantów szyitów w Radzie znaleźli się politycy Zewu Islamu: Ibrahim al-Dżafari, Abd az-Zahra Usman Muhammad oraz Izz ad-Din Salim. Zew Islamu największe poparcie społeczne miał w An-Nasirijji.
Przed wyborami parlamentarnymi w Iraku w styczniu 2005 partia weszła do szerokiego bloku partii szyickich - Zjednoczonego Sojuszu Irackiego, który zdobył w wyborach 48% głosów i odniósł zwycięstwo. 27 kwietnia 2005 lider Zewu Islamu Ibrahim al-Dżafari stanął na czele tymczasowego irackiego rządu. W kolejnych wyborach, które miały wyłonić skład parlamentu na pełną kadencję, partia ponownie startowała jako jedna z wiodących sił w Zjednoczonym Sojuszu Irackim. Koalicja ponownie odniosła zwycięstwo, zdobywając 46,5% głosów i wprowadzając do parlamentu 128 deputowanych. Premierem Iraku został Nuri al-Maliki, wiceprzewodniczący Zewu Islamu. Przed wyborami parlamentarnymi w Iraku utworzył on, z udziałem Zewu Islamu, nową koalicję partii szyickich - Państwo Prawa. Zajęła ona w wyborach drugie miejsce z wynikiem 24,2%, minimalnie ustępując Irackiemu Ruchowi Narodowemu (24,7%), i wprowadzając do parlamentu 89 deputowanych. Mimo zwycięstwa Irackiego Ruchu Narodowego ponownie to al-Maliki stanął na czele rządu. Nuri al-Maliki i jego współpracownicy w partii dopuścili się wielokrotnie pogwałcenia zasad demokratycznych, według analityków dążyli do ustanowienia w Iraku nowych rządów autorytarnych.
W 2014 al-Maliki odszedł ze stanowiska premiera; zastąpił go Hajdar al-Abadi, również polityk Zewu Islamu.